# Arctosa sordulenta
Arctosa sordulenta là một loài nhện trong họ Lycosidae.
Loài này thuộc chi Arctosa. Arctosa sordulenta được Tord Tamerlan Teodor Thorell miêu tả năm 1899.